# Теплоухова
Теплоухова — деревня в Шатровском районе Курганской области. Входит в состав Самохваловского сельсовета.
Расположена примерно в 1 км к северо-западу от села Самохвалово.

## История
До 1917 года в составе Яутлинской волости Шадринского уезда Пермской губернии. По данным на 1926 год состояла из 144 хозяйств. В административном отношении входила в состав Самохваловского сельсовета Шатровского района Тюменского округа Уральской области.

## Население
| 1989 | 2002 | 2010 |
| ---- | ---- | ---- |
| 171  | ↘127 | ↘63  |

По данным переписи 1926 года в деревне проживало 581 человек (268 мужчин и 313 женщин), в том числе: русские составляли 100 % населения.